# Amel, Belgien
Amel (tyska) eller Amblève (franska) är en kommun i Belgien.   Den ligger i provinsen Liège och regionen Vallonien, i den tyskspråkiga gemenskapen i Belgien i den östra delen av landet, 140 kilometer öster om huvudstaden Bryssel. Antalet invånare är 5 466. Arean är 125 kvadratkilometer. Amblève gränsar till Bullange, Butgenbach och Saint-Vith. 